# Arnoldo Mondadori Editore
Arnoldo Mondadori Editore (ou simplement Mondadori) est un groupe de presse italien, le plus important du pays. 

## Histoire

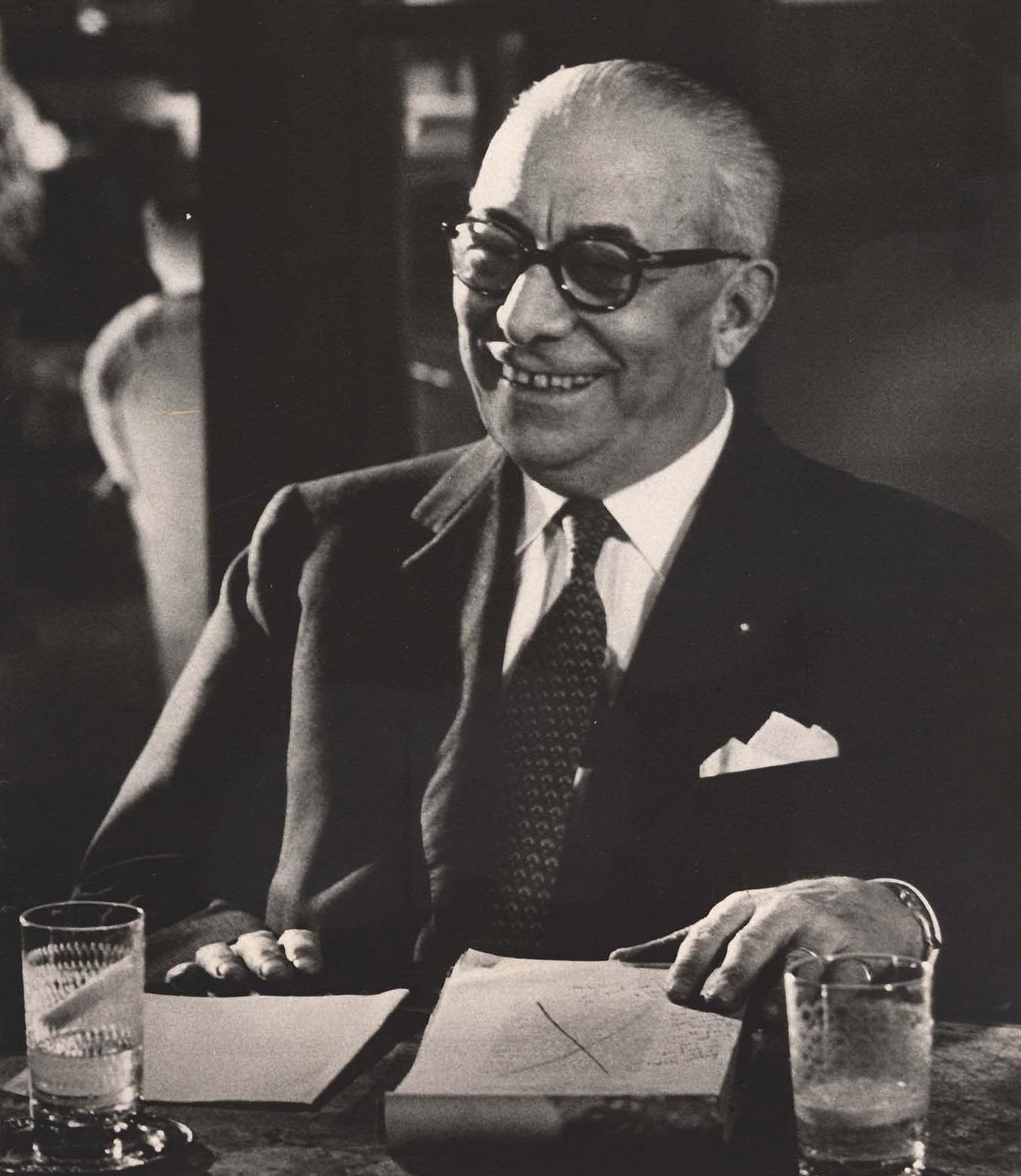
Arnoldo Mondadori en 1971.

La maison Mondadori est fondée en 1907 par Arnoldo Mondadori à Ostiglia qui commença son activité en publiant le journal Luce !.
Arnoldo Mondadori Editore, qui rencontre un rapide succès, propose[Quand ?] « d'une part, les grands classiques de la littérature, et, d'autre part, de nombreuses publications populaires. Les romans policiers (Il Giallo Mondadori), bien que destinés à une large diffusion, ne sont jamais dénués de qualité littéraire, conformément aux exigences de l'éditeur ». 
En 1935, la maison récupère le droit de publier sous licence les histoires de Mickey Mouse, d'abord des traductions, puis des histoires produites spécialement en Italie, dans un magazine appelé Topolino (Mickey en italien).
En 1943, les sympathies fascistes de l'éditeur Arnoldo Mondadori durant l'ère mussolinienne l'obligent à fuir l'Italie, où il reviendra en 1945 reprendre ses activités éditoriales.
Le groupe Mondadori est aujourd'hui détenu à 50,24 % par Fininvest, une holding de Silvio Berlusconi et présidé par Marina Berlusconi, la fille de Silvio Berlusconi.
En 2004, Mondadori réalise un chiffre d'affaires de 1,65 milliard d'euros, dont 862,6 millions pour la presse magazine (source éditeur). En Italie, le groupe édite les magazines Panorama, TV Sorrisi e Canzoni, Economy, Donna Moderna, Chi, Flair, Cosmopolitan (en Italie)... Il détient 70 % de l'éditeur de livres pour enfants Edizioni Piemme (28 millions d'euros de chiffre d'affaires en 2003, source Mondadori). Mondadori détient aussi 40 % du groupe de presse magazine grec Attica Publications (77 millions d'euros de chiffre d'affaires en 2003, source Mondadori).
En 2006, le groupe rachète Emap France, la filiale en France du groupe de presse britannique Emap plc. pour un montant de 545 millions d'euros ; la filiale est depuis renommée Mondadori France.  

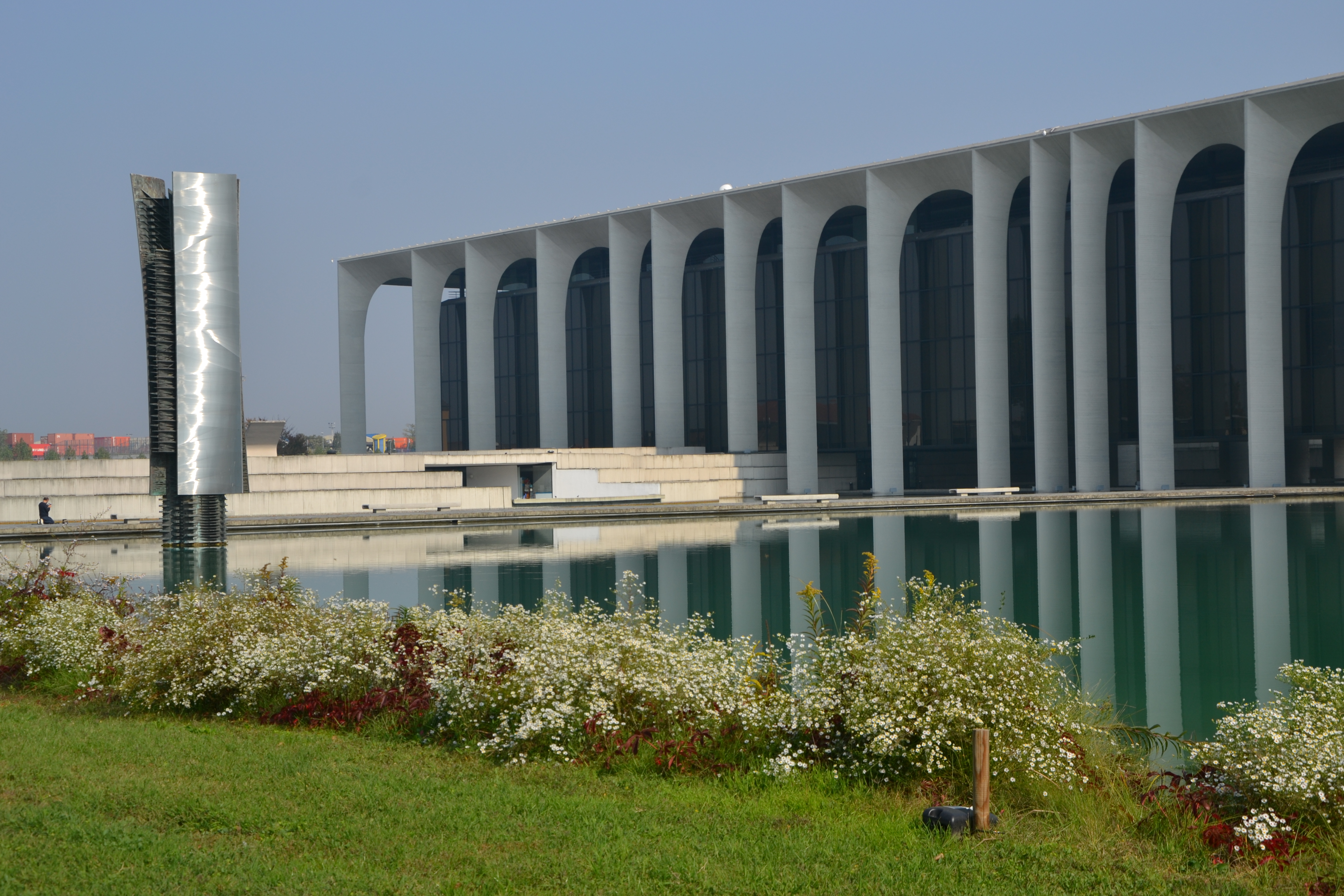
Siège de Mondadori à Milan, conçu par Oscar Niemeyer.

La maison mère, Fininvest, détient également 38 % du groupe audiovisuel italien Mediaset qui possède les chaînes de télévision Canale 5, Rete 4, Italia 1. Celui-ci a réalisé 3,44 milliards d'euros de chiffre d'affaires en 2004.
A l'occasion du centenaire de ses activités, est publié en 2007 l'Album Mondadori 1907 2007, ouvrage sur l'histoire de la maison d'édition (voir ci-contre).
En octobre 2015, Mondadori acquiert les activités d'éditions de livres de RCS MediaGroup pour 127 millions d'euros. Les deux éditeurs sont au moment du rachat respectivement le premier et le second éditeur d'Italie avec une part de marché de 27 % et 11,7 %.
Placé en situation de monopole, Mondadori doit alors céder les éditions Bompiani à Giunti.

## Mondadori en Italie

### Mondadori Libri
La branche livre comprend des maisons d'éditions parmi lesquelles :
- Attica Publications (42 %)
- Cemit Interactive Media (100 %)
- Edizioni Piemme (100 %)
- Giulio Einaudi Editore  (100 %)
- Kiver  (75,22 %)
- Le Monnier
- Mediamond (50 %)
- Rizzoli Libri (100 %)
- Sperling & Kupfer Editori (100 %) via Frassinelli

#### Principales collections (livres)
D'autre part, diverses collections paraissent sous la marque Mondadori :
- Il Giallo Mondadori
- I Classici del Giallo
- I Neri Mondadori
- I Nuovi Bestsellers
- Harmony
- Horror Mondadori
- Il Battello a vapore
- Medusa
- I Meridiani
- Miti
- Oscar Mondadori
- Piccoli Brividi
- Segretissimo

### Principaux périodiques édités en Italie
- Auto oggi
- Casaviva
- Chi
- Ciak
- Confidenze
- Cosmopolitan
- Creare
- Cucina Moderna
- Donna Moderna
- Epoca
- Focus
- Grazia
- Guida TV
- Panorama
- PC Professionale
- Sale & Pepe
- Starbene
- Telepiù
- TV Sorrisi e Canzoni
- Urania (revue de science-fiction).

#### Anciens titres
- Bolaffi Arte
- Tempo

### Sources
: document utilisé comme source pour la rédaction de cet article.
- Claude Mesplède (dir.), Dictionnaire des littératures policières, vol. 2 : J - Z, Nantes, Joseph K, coll. « Temps noir », 2007, 1086 p. (ISBN 978-2-910686-45-1, OCLC 315873361), p. 373.